# Monika Potokárová
Monika Potokárová (Eperjes, 1992. június 30. – Pozsony, 2019. november 25.) szlovák színésznő.

## Életútja
A pozsonyi Konzervatóriumban tanult, majd a Prágai Művészeti Akadémia (HAMU) Zene- és Tánctudományi Karának pantomim osztályában folytatta tanulmányait. Színész diplomáját a Pozsonyi Színművészeti Főiskolán szerezte. 2012-ben debütált a színpadon és harminc szerepben mutatta meg képességeit. Utolsó premierje 2019. október 25-én az Aréna Színházban volt, ahol férjével Robert Rothtal szerepelt Eugène Ionesco A lecke című kamaradarabjában.
2014-től tv-sorozatokban, filmekben is szerepelt és szinkronszínészként is dolgozott. A Vaiana (Moana) című amerikai animációs film címszereplőjének ő kölcsönözte a hangját a szlovák verzióban.
2019. november 25-én 27 évesen öngyilkos lett.

## Filmjei
- Panelák (2014, tv-sorozat, 151 epizódban)
- Dr. Ema (2014, tv-sorozat)
- Dakujem za krásne sviatky (2016, rövidfilm)
- Léna (Spina) (2017)
- Únos (2017)

## Szinkron
- Big Time Rush - Lucy Stone
- Nagyfiúk 2. - Charlotte McKenzie
- Vaiana - Vaiana
- Utódok 2. - Uma
- Star Wars: Az utolsó Jedik - Rose Tico
- Bűbáj herceg és a nagy varázslat - Lenore
- Pókember: Irány a Pókverzum! - Gwen Stacy
- ŰrDongó (film) - Charlie Watson
- Ralph lezúzza a netet - Vaiana
- Az oroszlánkirály (film, 2019) - Shenzi
- Jégvarázs 2. - Honeymaren
- Utódok 3. - Uma